# مضيق أبو غريب (فلم)
مضيق أبو غريب هو فيلم من تأليف وإخراج بهرام توكولي وإنتاج سعيد ملكان وإنتاج منظمة Ouj Media Arts في عام 2017. عرض الفيلم لأول مرة في مهرجان فجر السينمائي. هذا الفيلم هو أحد الأفلام الثلاثة التي عرضتها منظمة Ouj في الدورة السادسة والثلاثين لمهرجان فجر السينمائي، إلى جانب أفلام عن وقت العشاء وسوء الفهم. قاد مضيق أبو غريب، إلى جانب العقول الصغيرة الصدئة، المهرجان السادس والثلاثين مع 11 ترشيحًا لـ Crystal Simorgh. حصل هذا الفيلم على أكبر عدد من Simorghs من مهرجان فجر السينمائي السادس والثلاثين بحصوله على ستة من Crystal Simorghs.
بدأ الإنتاج في فيلم مضيق أبو غريب منتصف سبتمبر 1996. بعد كتابة السيناريو، بدأ العمل في اختيار الممثلين خلف الكاميرا. بعد ذلك، تم الصب وذهب الفيلم أمام الكاميرا. تم تصوير هذا الفيلم في سينما مدينة الدفاع المقدس، خرمشهر، أنديمشك ودزفول، وتم الانتهاء من تصويره بعد حوالي شهرين من شهر ديسمبر. قام أمير حسين قاسمي بصوت وحامد ثابت بتلحين مضيق أبو غريب. كما عُرض هذا الفيلم في الدورة السادسة والثلاثين لمهرجان فجر السينمائي في طهران في 6 فبراير 1996 في تبريز.

## ملخص
هذا الفيلم الذي يرتكز على الواقع هو سرد لدفاع كتيبة عمار ياسر من الفرقة 27 لمحمد رسول الله ضد حملة النظام البعثي في مضيق أبو غريب الاستراتيجي في دهلوران والهجوم على الفكة والشرحاني.، في الأيام الأخيرة من الحرب. . عاقدة العزم على عبور العراقيين لحكم الحج في صورة ضيقة الأفق مقاومة شديدة من القوات الإيرانية

## ممثلين
| الممثل         | دور      |
| -------------- | -------- |
| جواد عزتي      | ماجد     |
| حمیدرضا آذرنج  | خليل     |
| أمير الجديدي   | حسن      |
| مهدي باكدل     | رضا      |
| علي سليماني    | العزيز   |
| مهدي غرباني    | علي      |
| یدالله شادماني | حبیب آقا |

## الجوائز
| مجال         | خطيب        | نتيجة |
| ------------ | ----------- | ----- |
| أفضل فيلم    | سعيد ملکان  | فائز  |
| أفضل مخرج    | بهرام توکلي | فائز  |
| أفضل ممثل    | جواد عزتي   | مرشح  |
| أفضل سيناريو | بهرام توکلي | مرشح  |

| مجال                            | خطيب                                              | نتيجة |
| ------------------------------- | ------------------------------------------------- | ----- |
| أفضل فيلم                       | سعید ملکان                                        | فائز  |
| أفضل مخرج                       | بهرام توکلي                                       | فائز  |
| أفضل ممثل في دور قيادي          | امیر جدیدي                                        | فائز  |
| أفضل مكياج                      | سعید ملکان                                        | فائز  |
| أفضل المؤثرات الميدانية الخاصة  | محسن روزبهاني                                     | فائز  |
| أفضل المؤثرات البصرية الخاصة    | حسن ایزدي، جواد مطوري، محمد برادران محسن خیرآبادي | مرشح  |
| أفضل تصوير                      | حمید خضوعي ابیانه                                 | مرشح  |
| أفضل تسجيل صوتي                 | رشید دانشمند                                      | مرشح  |
| أفضل تصميم للمشهد               | محمدرضا شجاعي                                     | مرشح  |
| أفضل موسيقى تصويرية             | حامد ثابت                                         | مرشح  |
| أفضل صوت ومزج                   | امیرحسین قاسمي                                    | مرشح  |
| أفضل فيلم من وجهة نظر المشاهدين | سعید ملکان                                        | ثاني  |